# Pokal evropskih prvakov 1976/77 (hokej na ledu)
Pokal evropskih prvakov 1976/77 je dvanajsta sezona hokejskega pokala, ki je potekal med 12. oktobrom in 13. februarjem. Naslov evropskega pokalnega zmagovalca je osvojil klub Poldi Kladno, ki je v finalu premagal Spartak Moskvo.

## Tekme

### Prvi krog
| 1. klub               | Rezultat  | 2. klub               |
| --------------------- | --------- | --------------------- |
| Levski-Spartak Sofija | 2:4, 1:5  | HK Olimpija Ljubljana |
| HC Chamonix           | 2:10, 2:8 | SC Langnau            |
| Berliner SC           | 11:1, 3:4 | HC Gardena            |
| Tilburg Trappers      | 6:1, 8:5  | KSF København         |

### Drugi krog
| 1. klub           | Rezultat | 2. klub               |
| ----------------- | -------- | --------------------- |
| EC KAC            | 5:1, 4:5 | HK Olimpija Ljubljana |
| Tilburg Trappers  | 5:6, 4:7 | SC Langnau            |
| Berliner SC       | 8:2, 4:3 | Dynamo Berlin         |
| Podhale Nowy Targ | b.b.     | IF Frisk              |

### Četrtfinale
| 1. klub      | Rezultat   | 2. klub           |
| ------------ | ---------- | ----------------- |
| Berliner SC  | 1:3, 2:3   | Brynäs IF         |
| SC Langnau   | 3:3, 1:10  | TPS               |
| EC KAC       | 5:12, 3:10 | Spartak Moskva    |
| Poldi Kladno | b.b.       | Podhale Nowy Targ |

### Polfinale
| 1. klub   | Rezultat | 2. klub        |
| --------- | -------- | -------------- |
| TPS       | 5:4, 2:7 | Poldi Kladno   |
| Brynäs IF | 1:3, 1:7 | Spartak Moskva |

### Finale
| 1. klub        | Rezultat          | 2. klub      |
| -------------- | ----------------- | ------------ |
| Spartak Moskva | 4:4, 4:4 (1:2 KS) | Poldi Kladno |